# Misty Red
Misty Red è un album di Red Garland, pubblicato dalla Baystate Records nel 1982. Il disco fu registrato il 13 e 14 aprile del 1982 a Los Angeles, California (Stati Uniti).

## Tracce
Lato A
1. This Can't Be Love – 8:04 (Richard Rodgers, Lorenz Hart)
2. Misty – 5:28 (Erroll Garner, Johnny Burke)
3. But Not for Me – 5:04 (George Gershwin, Ira Gershwin)
4. Over the Rainbow – 6:56 (Harold Arlen, E.Y. Harburg)

Lato B
1. If I Were a Bell – 7:29 (Frank Loesser)
2. My Funny Valentine – 6:51 (Richard Rodgers, Lorenz Hart)
3. You'd Be so Nice to Come Home To – 5:46 (Cole Porter)
4. Willow Weep for Me – 5:52 (Ann Ronell)

## Musicisti
- Red Garland - pianoforte
- Jamil Nasser - contrabbasso
- Frank Gant - batteria